# Sede del Banco Central Europeo
La sede del Banco Central Europeo (BCE) está ubicada en Fráncfort del Meno, Alemania. El conjunto de edificios combina elementos modernos e históricos, y obedece al Protocolo n.º 6 de los Tratados constitutivos de la Unión Europea, que establece dicha ciudad como sede del BCE.
La construcción del complejo arquitectónico que acoge esta institución fue terminada 2014 y sus empleados comenzaron a trabajar allí en noviembre de ese año. Sin embargo la inauguración oficial del inmueble solamente tuvo lugar el 18 de marzo de 2015.
El complejo fue diseñado por el despacho de arquitectos Coop Himmelb(l)au. Además, el BCE ha seguido ocupando la Eurotower, su primera sede, cuyo alquiler cuesta 200.000 euros al mes.

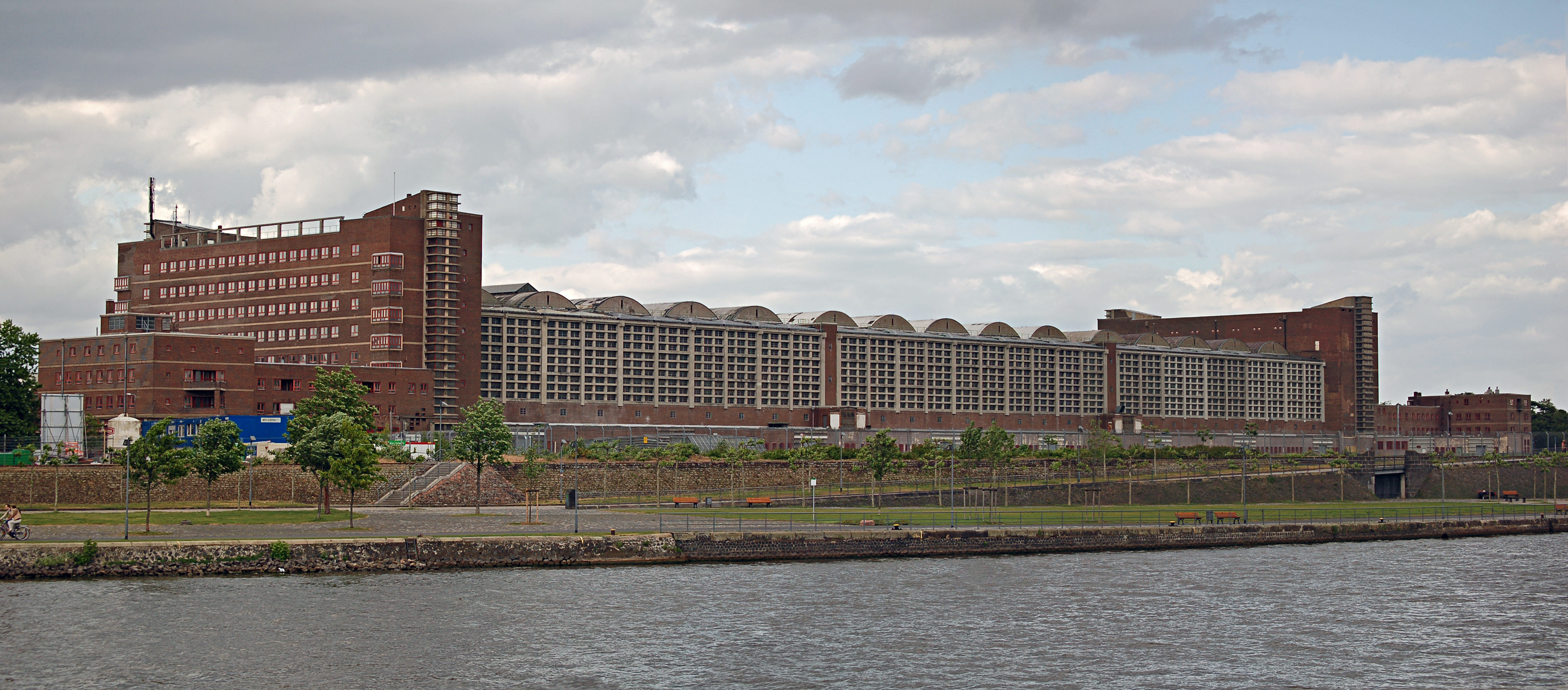
El Großmarkthalle en 2007.

## Historia
En 1999, el Banco Central Europeo (BCE) lanzó un concurso internacional de arquitectura para diseñar un nuevo edificio. El estudio de arquitectura con sede en Viena llamado Coop Himmelb(l)au fue el ganador del concurso. El edificio debía tener 185 metros de altura (201 metros con antena), acompañado de otros edificios secundarios en un sitio ajardinado en el sitio del antiguo mercado mayorista conocido como “catedral de los vegetales” (Großmarkthalle) en la parte oriental de Fráncfort del Meno. A partir de ese edificio se realizó un estudio de viabilidad en 1999, en el que se concluyó que era adecuado para la sede del BCE, y que el antiguo edificio del Grossmarkthalle podría incluirse dentro de la estructura. El principal trabajo de construcción estaba previsto para comenzar en octubre de 2008, y su finalización estaba prevista para antes de finales de 2011.
La construcción se suspendió en junio de 2008, ya que el BCE no pudo encontrar un contratista que construyera el Skytower con un presupuesto asignado de 500 millones de euros debido a que la licitación se estaba llevando a cabo en un momento importante de la Gran Recesión. Un año después, con una caída significativa de los precios, el BCE lanzó un nuevo proceso de licitación dividido en segmentos.
El edificio fue diseñado para hacer frente al doble del número de personal que operaba en la Eurotower. El costo total del proyecto fue de entre 1300 y 1400 millones de euros. Para la superficie total de 185.000 metros cuadrados, esto da un costo de construcción superior a 7000 euros por metro cuadrado.
El personal comenzó a mudarse al nuevo edificio en noviembre de 2014, y el edificio se inauguró oficialmente el 18 de marzo de 2015. La apertura estuvo marcada por una protesta de tres días por el movimiento anticapitalista Blockupy, una rama del movimiento Occupy y otros opositores de la Troika europea, y por la violencia en Fráncfort el día inaugural. La policía utilizó cañones de agua y gases lacrimógenos contra los manifestantes, mientras que los estos arrojaron piedras a la policía, los bomberos y los tranvías de Fráncfort, y prendieron fuego a automóviles y barricadas.

## Características

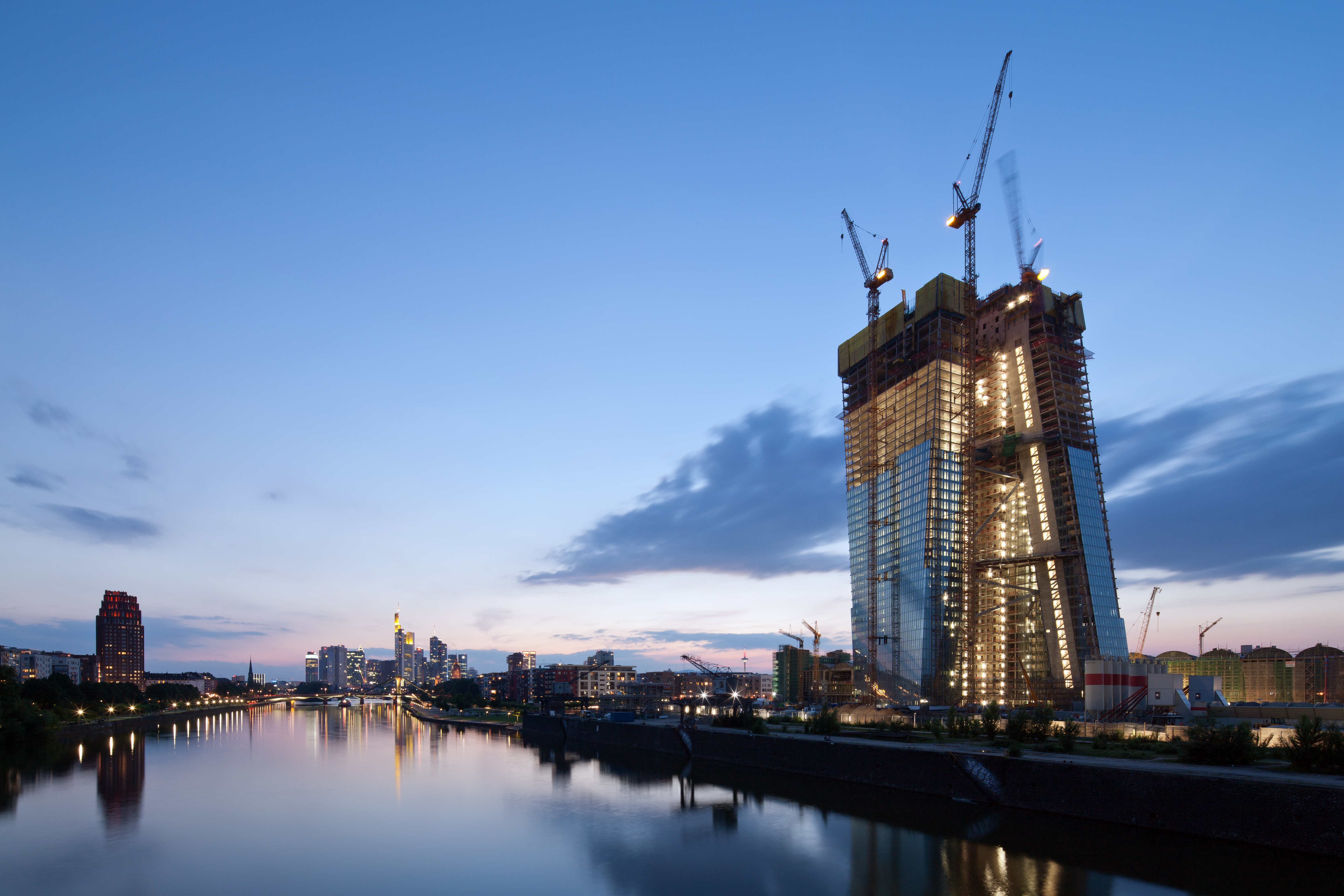
Estado del edificio en construcción en primer plano, en 2012. Al fondo se observa el centro financiero de la ciudad.

La construcción se llevó a cabo en el solar (casi doce hectáreas) que ocupaba el Großmarkthalle, mercado mayorista de frutas y verduras de Fráncfort. Así, el nuevo edificio se integra a la anterior obra diseñada por Martin Elsaesser y cuya construcción se extendió de 1926 a 1928.
La obra consta de dos torres gemelas poligonales proyectadas para albergar a 2900 empleados.
La extensión urbanística de la obra se extiende a las dos orillas del río Meno en Ostend, en la zona este de Fráncfort.

## Acuerdo con el gobierno alemán
La sede del Banco Central Europeo goza de protecciones legales especiales otorgadas por su Acuerdo de sede con el gobierno alemán. Es ilegal ingresar a las instalaciones del BCE para hacer cumplir una orden judicial o ejecutar una orden de allanamiento. También es ilegal confiscar materiales en las instalaciones del BCE. El gobierno alemán tiene el deber de proteger al Banco Central contra los intrusos, incluidos los agentes y manifestantes extranjeros.

## Críticas
El sobrecoste de la obra fue objeto de polémica, ya que, frente a los 840 millones presupuestados inicialmente, la sede ha costado unos 1300 millones de euros. Otra de las razones que causó revuelo fue la insuficiencia de la sede, que no podrá alojar a todos los funcionarios que trabajan para la institución. Las funciones de supervisión bancaria del BCE forzaron a tomar la decisión de seguir alquilando la Eurotower, ya que el alquiler del edificio cuesta unos 200.000 euros al mes.